# 国際海上保険連合
国際海上保険連合（こくさいかいじょうほけんれんごう　IUMI (International Union of Marine Insurance) ）は、海上保険アンダーライターによる国際機関。

## 組織
1874年に設立された海上保険業者による国際機関（本部：ハンブルグ）。2024年の理事国はイギリス、アメリカ、ドイツ、日本、フランス、オランダ、ノルウェー、カナダ。2024年現在のPresidentには、フランスの戦争保険アンダーライターであるFrederic Denefleが就任している。日本からの理事は新谷哲之介が就任している。
保険の種類（船舶保険や貨物保険など）ごとのアンダーライターによる専門委員会の他、法律委員会、統計委員会、事故予防委員会などの機能別の委員会がある。
国際海上保険連合の会員は世界各国の海上保険業界団体であり、日本は日本損害保険協会が会員となっている。日本からは、損害保険会社の社員が各委員会の委員に就任している。　　　

## 目的
国際海上保険連合の主要な目的は、アンダーライターによる国際的連携である。海上保険は、その特性として国際的なリスクを取扱い、また海上保険者は、海事や貿易に関する国際条約や国際規則の当事者として関係することから、国際間の情報共有や協力体制が必要とされ、そのためにIUMIでは活発な国際連携が行われてきている。海上保険は一般的な保険と異なり、リスクが国際的であるため、アンダーライターは世界各地域及び各海域に関する危険事情についての把握を必要とする。危険事情とは、気候や海況などを始めとして船の動向、港湾状況、輸送技術、危険貨物、貨物の市況、治安、戦争、政治情勢、各法域における運送人の責任に関する法規整などがある。
国際海上保険連合には、国際的な業界団体としての側面があり、国連や関係業界に対して海上保険者としての立場を明らかにし、意見を表明する役割も担っている。19世紀に制定された共同海損に関するヨーク・アントワープ・ルールズや、20世紀初頭に成立した海上運送に関わる運送人の責任についての船荷証券統一条約（ヘーグ・ルールズ）などに利益関係者として関与し、こうした国際条約等に対するロビイング活動は現在に到るまで活発に行われている。たとえば、IMO（国際海事機関）、BIMCO（バルチック国際海運協議会）、ICC（国際商業会議所）などの関係機関との協議・連携などが活発に行われている。

## 歴史
1874年にドイツで結成され、貿易国であるドイツやイギリスなどの保険会社を中心とした欧州の機関としての傾向があったが、1900前後に北米や南米の保険会社も加盟する。第二次世界大戦前にドイツは国際的に孤立化し脱退するが、戦後の1950年に復帰し、同年日本も加盟した。
20世紀半ばまでは、国際海上保険連合を通じて複数の国際協定も行われたが、戦後は競争法上の観点などからこうした国際協定は一切行われておらず、戦前の協定も現在は存続していない。
毎年9月に大会が開催されており、世界各国から海上保険アンダーライターが1,000名程度参集する。日本でも定期的に大会が開催される。

### 歴代President[5]
- 1874-1885    Gustav Hartmann (ドイツ)
- 1885-1892    Friedrich Buschius (ドイツ)
- 1892-1900    Theodor Lange (ドイツ)
- 1900-1912    Peter Reusch (ドイツ)
- 1912-1923    Arthur Duncker (ドイツ)
- 1923-1937    Axel Rinman (スウェーデン)
- 1937-1954    Carl Briner (スイス)
- 1954-1958    H.J. Quirino da Fonseca (ポルトガル)
- 1958-1962    L. Rostock - Jensen (デンマーク)
- 1962-1966    H. Ph. Rogaar (オランダ)
- 1966-1970    Hans Chr. Bugge (ノルウェー)
- 1970-1974    Alwin Kunzler (スイス)
- 1974-1978    Ake Thorstensson (スウェーデン)
- 1978-1982    Walter Rostock (ドイツ)
- 1982-1985    Enrico Orlando (イタリア)
- 1985-1988    Anton W. Kamp (オランダ)
- 1988-1991    Maurice F.L. Jaques (カナダ)
- 1991-1994    Bo Wahllof (スウェーデン)
- 1994-1997    Nicholas Adamantiadis (ギリシャ)
- 1997-2000    Georg Mehl (ドイツ)
- 2000-2003    Richard D. DeSimone (アメリカ)
- 2003-2006    Patrick de la Morinerie (フランス)
- 2006-2010    Deirdre Littlefield (アメリカ）
- 2010-2014    Ole Wikborg (ノルウェー)
- 2014-2018    Dieter Berg (ドイツ)
- 2018-2022    Richard Turner (イギリス)
- 2022-        Frederic Denefle (フランス)